# Herman Rapp
Herman Rapp (1907) foi um futebolista norte-americano de origem alemã. Ele competiu na Copa do Mundo FIFA de 1934, sediada na Itália, na qual a seleção de seu país terminou na última colocação dentre os 16 participantes.